# Lazăr Constantin Cojocar
Lazăr Constantin „Lucky“ Cojocar (* 19. Mai 1970) ist ein ehemaliger rumänischer Handballspieler und jetziger Trainer. Als Spieler war er mit Steaua Bukarest zweimal rumänischer Meister, einmal Pokalsieger und stand zweimal im Halbfinale des EHF-Pokals. Für die rumänische Nationalmannschaft absolvierte er fünf Länderspiele.

## Sportliche Laufbahn
Seine Trainerkarriere startete der Diplom-Sportlehrer in Deutschland bei der SG Anspach. Anschließend trainierte er den Regionalligisten HSG Kleenheim. Ab Oktober 2007 war er als Nachfolger von Peter Dávid Trainer des Frauen-Bundesligisten HSG Sulzbach/Leidersbach. Von 2008 bis 2010 trainierte Cojocar die Frauenmannschaft des Zweitligisten HSG Bensheim/Auerbach. Nach der Meisterschaft in der 2. Bundesliga (Süd) verpasste seine Mannschaft im entscheidenden Heimspiel des Finales in der Relegationsrunde den Aufstieg. Der erst im Januar 2010 um zwei Jahre verlängerte Vertrag wurde ohne Nennung von Gründen Ende Mai 2010 aufgelöst. Im Rahmen der Verhandlung des Falls vor dem Darmstädter Arbeitsgericht wurden von Seiten der Auerbacher Handball Sport & Marketing GmbH die Gründe für die Entlassung Cojocars bekannt gegeben. So soll es „über einen längeren Zeitraum und in mehreren Fällen immer wieder Situationen gegeben, in denen der Coach die Grenze zwischen Trainer und Sportlerinnen nicht gewahrt habe“. Im Sommer 2011 übernahm Cojocar die Damenmannschaft der HSG Kleenheim, die damals in der 3. Liga antraten. 2016 stieg Kleenheim unter seiner Leitung in die 2. Bundesliga auf. Nach dem Klassenerhalt am Ende der Saison und Platz 9, zog die HSG Kleenheim ihre Mannschaft aus der 2. Bundesliga Frauen zurück. Damit endete auch die Trainertätigkeit dort. Ab Januar 2018 bis zum Saisonende 2022/23 trainierte er den Drittligisten SV Germania Fritzlar.
Platzierungen mit der HSG Kleenheim  seit 2011:
- 2011/2012 – 3. Liga West Frauen – Platz 4 – 703:625 Tore – 36:16 Punkte[16]
- 2012/2013 – 3. Liga West Frauen – Platz 4 – 735:603 Tore – 34:14 Punkte[17]
- 2013/2014 – 3. Liga West Frauen – Platz 6 – 779:703 Tore – 32:20 Punkte[18]
- 2014/2015 – 3. Liga West Frauen – Platz 2 – 751:591 Tore – 43:9 Punkte[19]
- 2015/2016 – 3. Liga West Frauen – Platz 1 – 694:530 Tore – 41:3 Punkte[20]
- 2016/2017 -- 2 Liga Frauen – Platz 9 -  - 788:816 Tore – 28:32 Punkte[21][22][23]

Platzierungen mit Germania Fritzlar seit 2018:
- 2017/2018 -- 3 Liga Frauen Ost – Platz 3  –  536:474 Tore – 31:13 Punkte[24]
- 2018/2019 -- 3 Liga Frauen West – Platz 2  –  602:520 Tore – 34:10 Punkte[25]